# Jacob van Bronckhorst-Batenburg (Anholt)

Wapen van Jacob van Bronckhorst-Batenburg, met onder de wapens van Anholt en Bahr.

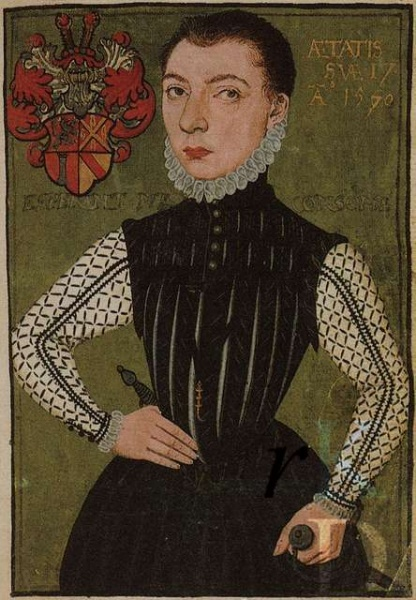
Jacob van Bronckhorst anno 1570, kunstenaar onbekend

Jacob van Bronckhorst-Batenburg heer van Anholt en Bredevoort, Baer en Lathem, en Moyland (Anholt, 1553 – Bredevoort, 22 september 1582) was krijgsman in Spaanse dienst. Hij werd voor Lochem in het jaar 1582 dodelijk getroffen en werd op 24 september 1582 in Anholt begraven.

## Familie
Jacob van Bronckhorst was de zoon van Diederik van Bronckhorst-Batenburg heer van Anholt en pandheer van Bredevoort en Elisabeth de Noyelles. Hij trouwde op 13 mei 1576 met Gertrud von Milendonck (1552-1612). Zij was de dochter van Dirk II van Millendonk (ca. 1520-1589) en Theodora van Bronckhorst-Gronsveld (ca. 1520-1563). Theodora was een dochter van Johan van Bronckhorst-Gronsveld baron van Gronsfeld, heer van Rimburg en Langendonk, landdrost van Kleef (ca. 1490 - 7 juli 1559), begraven in Sonsbeck. Hij trouwde in 1520 met Gertrude van Loë (1500-1550)
Uit hun huwelijk werden drie kinderen geboren:
- Dirk IV van Bronckhorst-Batenburg-Anholt graaf van Bronckhorst, vrijheer van Batenburg en heer van Anholt, Moyland en Bahr (24 maart 1578 - 16 juni 1649).
- Johan Jakob van Bronckhorst-Batenburg graaf van Batenburg en Anholt (12 augustus 1579-19 oktober 1630)
- Elisabeth van Bronckhorst-Batenburg (Aalten, februari 1582-1629). Zij trouwde in 1613 met Willem van Ketteler heer van Lage (ca. 1575-1643).

## Geschiedenis
Na de uitbraak van de Tachtigjarige Oorlog nam hij in het jaar 1579 dienst bij Parma aan de Spaanse zijde. Een jaar later in 1580 wist hij zijn geboorteplaats Anholt weer te bevrijden uit Staatse handen. Met twee vendels versterkte hij Anholt en Bredevoort. In 1582 raakte Jacob tijdens het beleg van Lochem gewond in zijn linkerzijde. Hij stierf een dag later in het Kasteel Bredevoort aan zijn verwondingen.